# 1941年のNFL
1941年のNFLは、NFLの22年目のシーズンである。
シーズン前、共同創設者のカール・ストークが総裁に就任し、エルマー・レイデンが初代コミッショナーに就任した。また、この年の観客動員数は前年から9％増加し、全55試合で110万人を超え、1試合当たり2万人を超えた。
NFLチャンピオンシップで、シカゴ・ベアーズがニューヨーク・ジャイアンツを37対9で破り、NFLチャンピオンに輝いた。

## ドラフト
1940年12月10日にドラフトが行われ、22巡204名が指名された。

## 主なルール変更
- イリーガルシフトが5ヤード罰退とされた。
- イリーガルキックが15ヤード罰退とされた。
- いつでも選手を退場処分にすることができることとなり、退場処分を受けた選手のチームに15ヤード罰退を科すことになった。
- 得点したチームの相手がファールを犯した場合、キックオフ時に罰退することになった。

## 順位表
| 東地区                       |    |    |    |      |      |      |
| チーム                       | 勝 | 敗 | 分 | 率   | 得点 | 失点 |
| ニューヨーク・ジャイアンツ   | 8  | 3  | 0  | .727 | 238  | 114  |
| ブルックリン・ドジャース     | 7  | 4  | 0  | .636 | 158  | 127  |
| ワシントン・レッドスキンズ   | 6  | 5  | 0  | .545 | 176  | 174  |
| フィラデルフィア・イーグルス | 2  | 8  | 1  | .200 | 119  | 218  |
| ピッツバーグ・スティーラーズ | 1  | 9  | 1  | .100 | 103  | 276  |

| 西地区                   |    |    |    |      |      |      |
| チーム                   | 勝 | 敗 | 分 | 率   | 得点 | 失点 |
| シカゴ・ベアーズ         | 10 | 1  | 0  | .909 | 396  | 147  |
| グリーンベイ・パッカーズ | 10 | 1  | 0  | .909 | 258  | 120  |
| デトロイト・ライオンズ   | 4  | 6  | 1  | .400 | 121  | 195  |
| シカゴ・カージナルス     | 3  | 7  | 1  | .300 | 127  | 197  |
| クリーブランド・ラムズ   | 2  | 9  | 0  | .182 | 116  | 244  |